# CS Волопаса
CS Волопаса (лат. CS Boötis) — одиночная переменная звезда* в созвездии Волопаса на расстоянии приблизительно 9794 световых лет (около 3003 парсеков) от Солнца. Видимая звёздная величина звезды — от +13,5m до +12,3m.

## Характеристики
CS Волопаса — жёлто-белая пульсирующая переменная звезда типа RR Лиры (RRAB) спектрального класса F. Радиус — около 5,35 солнечных, светимость — около 43,231 солнечных. Эффективная температура — около 6402 K.